# Glyphotaelius
Glyphotaelius is een geslacht van schietmotten uit de familie van de Limnephilidae. Het geslacht werd voor het eerst wetenschappelijk beschreven door Stephens in 1837.

## Soorten
Het genus bevat de volgende soorten:

- Glyphotaelius pellucidus (Retzius, 1783)
- Glyphotaelius persicus R. McLachlan, 1874
- Glyphotaelius selysii R. McLachlan, 1869